# Lemuria
Lemuria — одиннадцатый номерной альбом шведской симфоник-метал-группы Therion, выпущен одновременно с альбомом Sirius B 24 мая 2004 года.
Lemuria выдержана в том же духе, что и Sirius B, но отличается несколько более тяжёлым звучанием, чем два предыдущих альбома. Отдельные песни содержат гроулинг.

## Список композиций
| 1. Typhon                                                               | 4:36 | Тифон — чудовищный титан из греческой мифологии, восставший против богов.                                                                   |
| 2. Uthark Runa                                                          | 4:41 | UTHARK — теория о скрытом послании в руническом алфавите                                                                                    |
| 3. Three Ships of Berik part 1: Calling to Arms and Fighting the Battle | 3:19 | Берик — вождь готских племен, завоеватель, упомянутый в хрониках историка Иордана.                                                          |
| 4. Three Ships of Berik part 2: Victory                                 | 0:44 | |
| 5. Lemuria                                                              | 4:15 | Лемурия — мифическая утонувшая земля в Индийском океане.                                                                                    |
| 6. Quetzalcoatl                                                         | 3:47 | Кетцалькоатль — пернатый змей, бог ацтеков.                                                                                                 |
| 7. The Dreams of Swedenborg                                             | 4:58 | Эммануил Сведенборг — шведский философ и богослов, которому являлись видения рая и ада.                                                     |
| 8. An Arrow From the Sun                                                | 5:54 | Песня о греческом целителе Абарисе, жреце Аполлона, и его волшебной золотой стреле.                                                         |
| 9. Abraxas                                                              | 5:41 | Абраксас — вымышленное символическое существо в виде петуха из верований гностиков.                                                         |
| 10. Feuer Overture/Prometheus Entfesselt                                | 4:38 | Прометей — титан греческой мифологии, подаривший людям огонь и прикованный за это к скале. Песня рассказывает об освобождении его Гераклом. |

## Участники записи
| Therion - Кристофер Йонссон — гитара, вокал («Typhon», «Three Ships of Berik») - Кристиан Ниеманн — гитара - Йохан Ниеманн — бас-гитара | Приглашённые музыканты - Пётр Вавженюк — вокал («Lemuria», «Dreams of Swedenborg», «Feuer Overtūre/Prometheus Entfesselt») - Матс Левен — вокал («Uthark Runa», «Abraxas») - Рихард Эвенсанд — ударные - Стен Расмуссен — меллотрон, орган Хаммонда - Йенс Ниборг, Свен Линдблад, Кави Бйоргквист — трио балалаек - Пражский симфонический оркестр |

## Позиции в чартах
| Чарт                        | Позиция |
| --------------------------- | ------- |
| Бельгия/Фландрия (Ultratop) | 89      |
| Нидерланды (Album Top 100)  | 76      |